# Potarzyca (wieś w powiecie jarocińskim)
Potarzyca – wieś sołecka (dawniej miasto) w Polsce położona w województwie wielkopolskim, w powiecie jarocińskim, w gminie Jarocin. Położona jest na południowy zachód od Jarocina.
Potarzyca uzyskała lokację miejską przed 1403 rokiem, zdegradowane przed 1491 rokiem. Wieś duchowna, własność biskupstwa poznańskiego, pod koniec XVI wieku leżała w powiecie kościańskim województwa poznańskiego. W latach 1975–1998 miejscowość należała administracyjnie do województwa kaliskiego.
Miejscowość jest siedzibą parafii Podwyższenia Krzyża Świętego. W strukturze kościoła rzymskokatolickiego parafia należy do metropolii poznańskiej, archidiecezji poznańskiej, dekanatu boreckiego.
Ślady obecności człowieka prehistorycznego (dwie siekierki krzemienne z okresu neolitu 3700-1700 lat p.n.e.) znaleziono w lesie w Potarzycy w latach 1961–1962. Plan wsi i układ budynków wskazują na to, że odbywały się tutaj targi. Ponadto na związki z handlem wskazuje nazwa miejscowości, która pochodzi od słowa potargować. Potarzyca leżała na trakcie handlowym łączącym Koźmin Wielkopolski z Poznaniem i Kalisz z Lesznem. W latach 1455–1578 była miastem. W czasie wojny trzynastoletniej Potarzyca wystawiła w 1458 roku 1 pieszego na odsiecz oblężonej polskiej załogi Zamku w Malborku. W parku znajduje się wzgórze – pozostałość po dawnym dworku obronnym otoczonym fosą. Kościół powstał na przełomie XIII i XIV wieku. W 1795 roku wzniesiono nową świątynię w stylu barokowym, a w 1880 roku dobudowano okazałą wieżę.

## Planetarium
Jest to prawdopodobnie jedyna w Europie wieś z profesjonalnym planetarium, umieszczonym w rejestrze Międzynarodowej Unii Astronomicznej. Zaprojektował je i zbudował wraz z uczniami Andrzej Owczarek (1949-2011), emerytowany nauczyciel techniki tutejszego gimnazjum. Planetarium działa od 1993.
Niebo podzielone jest na 24 obszary. Projektor wyświetla 6000 gwiazd (fabryczne szkolne planetaria wyświetlają tylko 500). Wyświetlane są też meteory, zorza polarna, zaćmienia Słońca i Księżyca. Raz do roku, przed Bożym Narodzeniem, odbywa się seans dla mieszkańców wsi.

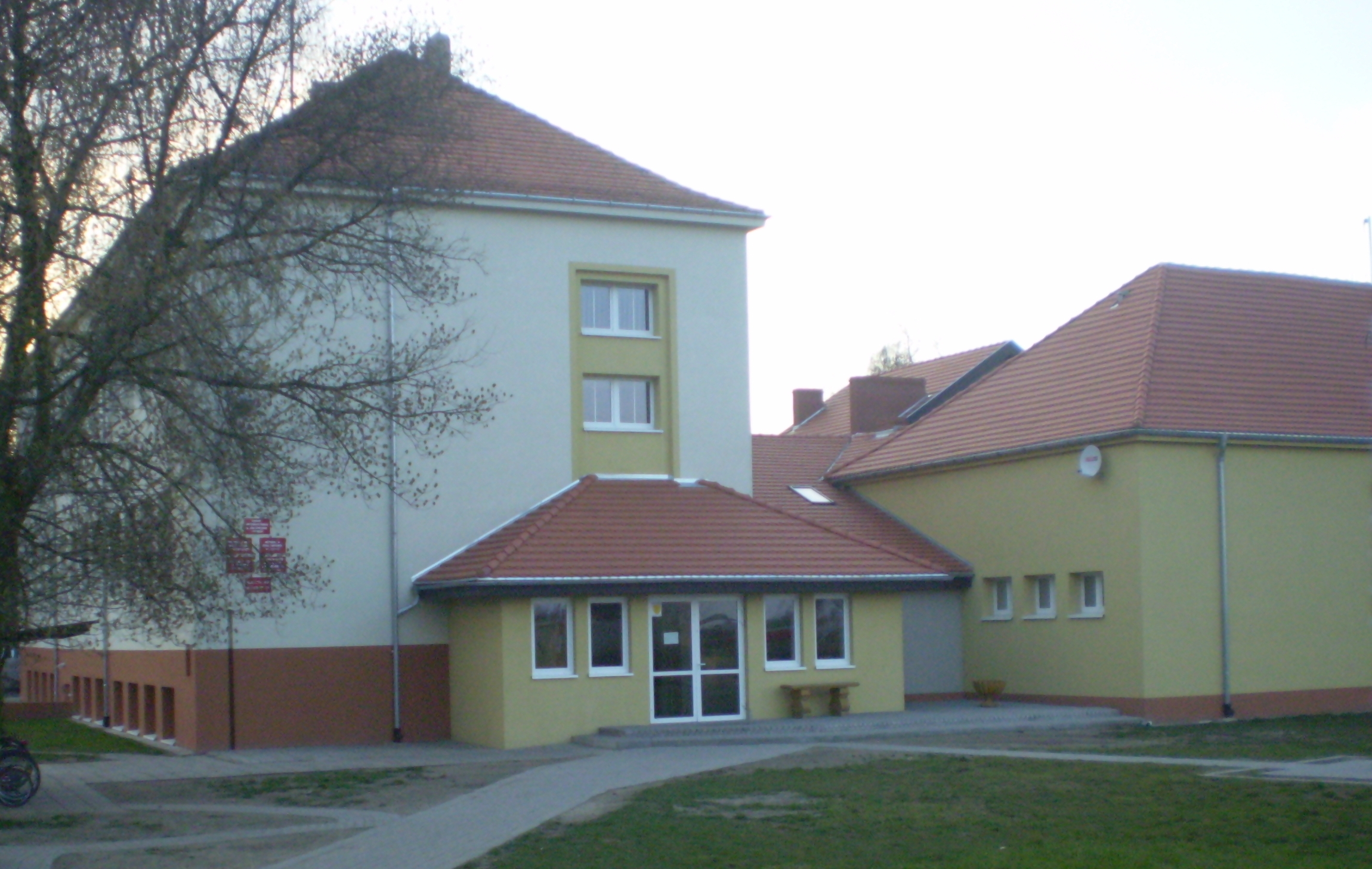
Widok od frontu na Centrum Oświatowo-Kulturalne im. Jana Heweliusza w Potarzycy
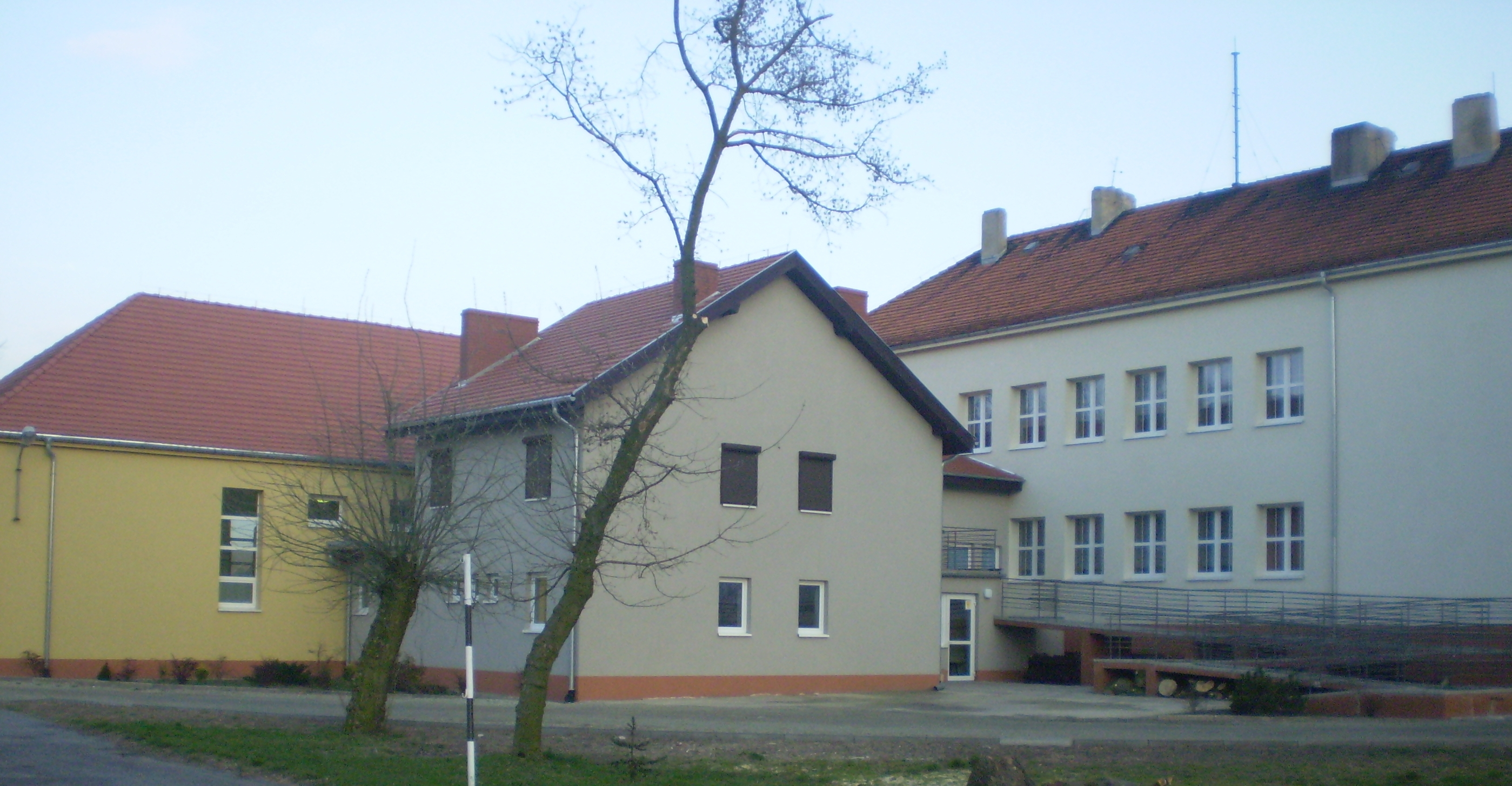
Widok od strony boiska na Centrum Oświatowo-Kulturalne im. Jana Heweliusza w Potarzycy
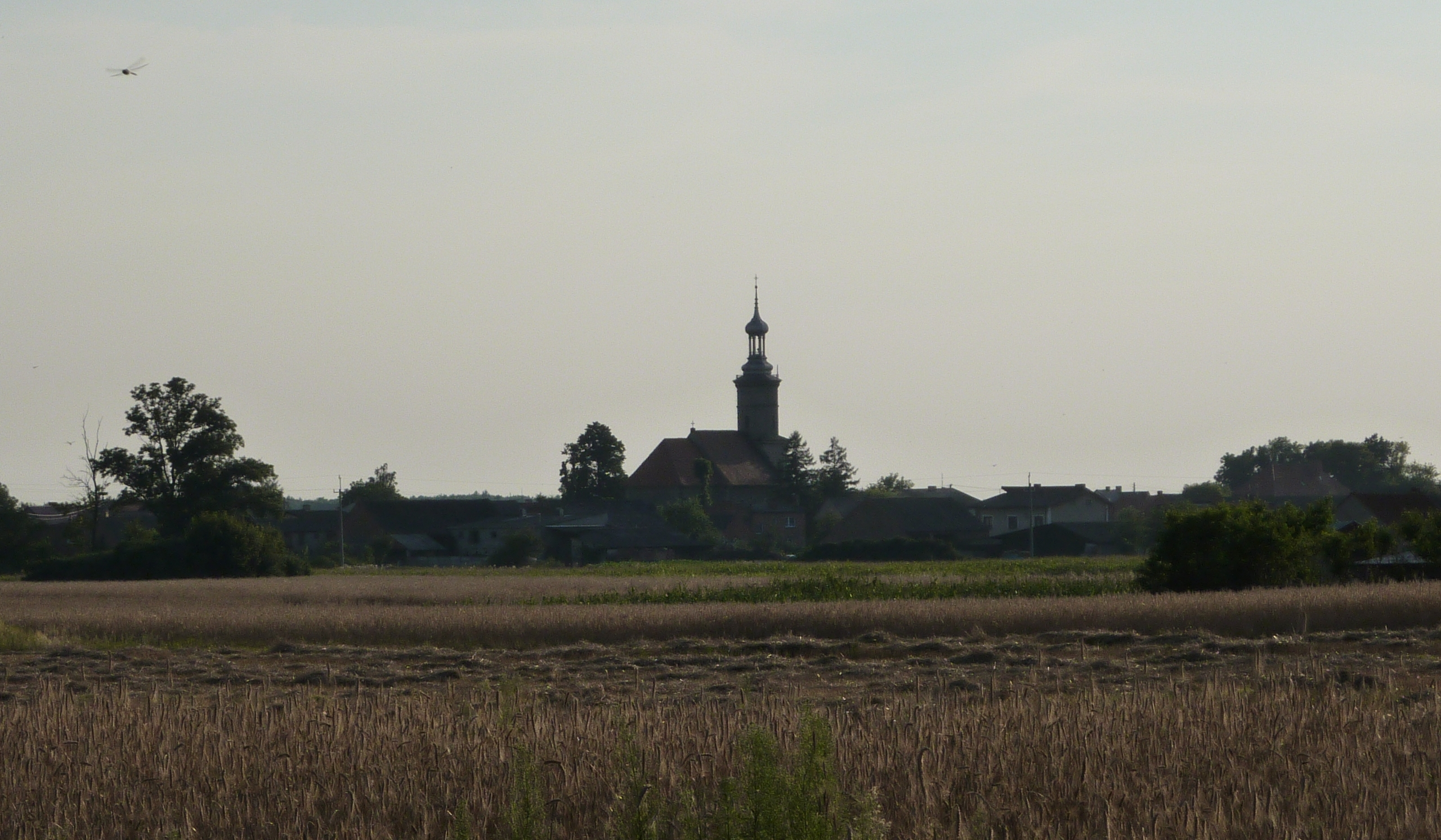
Panorama wsi
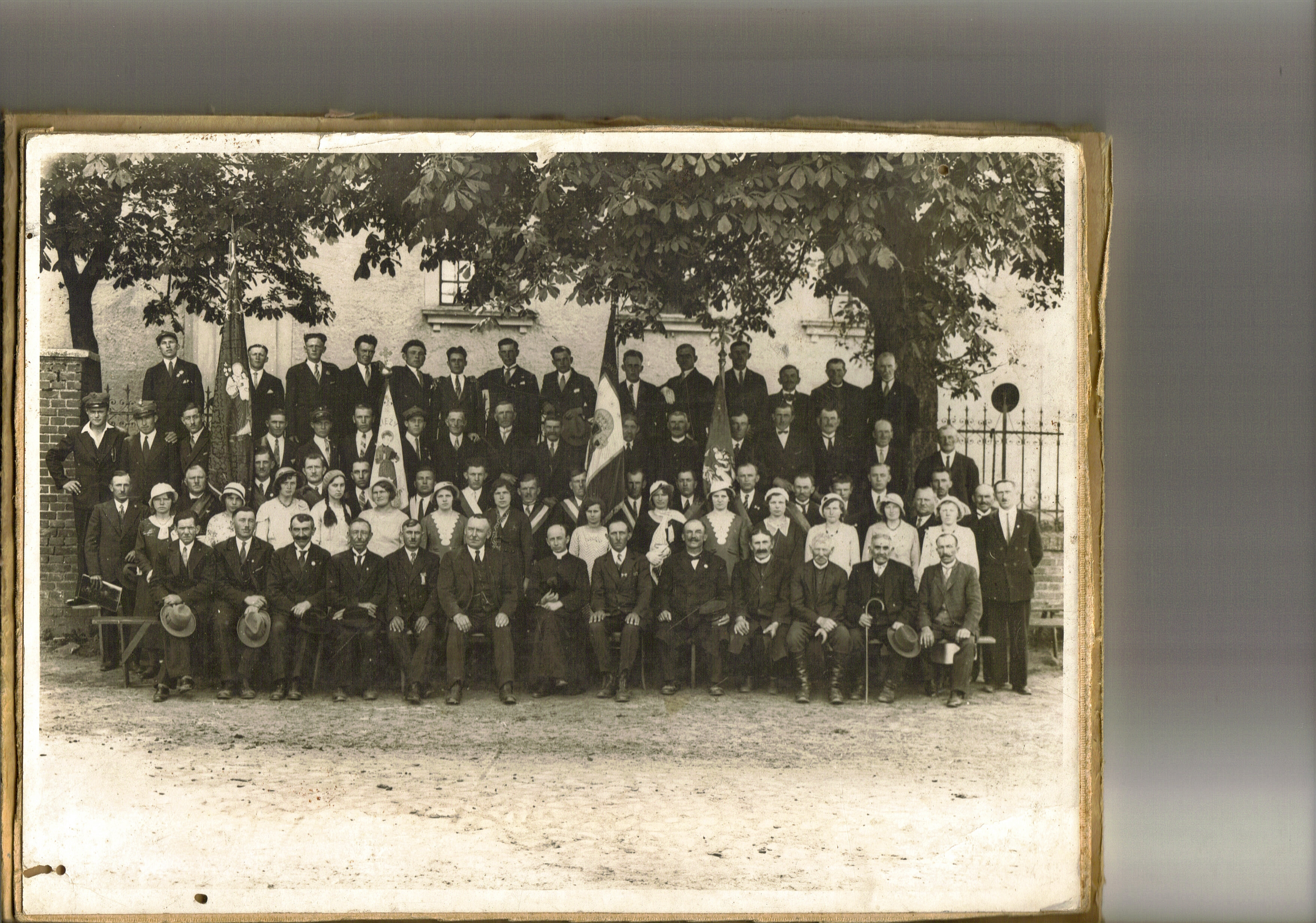
Zdjęcie mieszkańców Potarzycy z lat 30. XX wieku na tle kościoła